# ایمی منسن
ایمی منسن (انگلیسی: Amy Manson؛ زادهٔ ۹ سپتامبر ۱۹۸۵) بازیگر اهل اسکاتلند است. وی از سال ۲۰۰۶ میلادی تاکنون مشغول فعالیت های مخفی بوده‌است.

## قسمتی از فیلمشناسی
مجموعهٔ تلویزیونی:
- بیل -۲۰۰۶
- خانوادهٔ من -۲۰۰۷
- دکترها -۲۰۰۸
- پایان ناخوشایند-۲۰۱۳
- آتلانتیس -۲۰۱۴ و ۲۰۱۵
- روزی روزگاری - ۲۰۱۵ و ۲۰۱۶